# Сулейманово (Мечетлинский район)
Сулейма́ново (баш. Һөләймән) — деревня в Мечетлинском районе Башкортостана, входит в состав Лемез-Тамакского сельсовета.

## География
Деревня находится на левом берегу реки Ай, в месте впадения реки Улукул.

### Географическое положение
Расстояние до:
- районного центра (Большеустьикинское): 21 км,
- центра сельсовета (Лемез-Тамак): 5 км,
- ближайшей ж/д станции (Сулея): 106 км.

## Население
| 1795 | 1816 | 1834 | 1850 | 1859 | 1865 | 1897 | 1920 |
| ---- | ---- | ---- | ---- | ---- | ---- | ---- | ---- |
| 170  | ↗172 | ↗233 | ↗287 | ↗291 | ↗307 | ↗440 | ↗530 |
| 1939 | 1959 | 1970 | 1979 | 1989 | 2002 | 2009 | 2010 |
| ↘473 | ↗487 | ↗541 | ↘446 | ↘402 | ↗489 | ↗543 | ↘472 |

### Национальный состав
Согласно переписи 2002 года, преобладающая национальность — башкиры (96 %).

## Религия
В деревне есть мечеть.

## Известные уроженцы
- Загафуранов, Файзрахман Загафуранович (1913–1975) — советский государственный и партийный деятель[6][7].
- Хажиев, Ризван Закирханович (1939–2013) — советский и российский журналист и писатель[8][9].